# Battaglia di Corinto
La guerra acaica fu uno scontro bellico che, nel 146 a.C., oppose la Repubblica romana alla Lega achea. La guerra si risolse nella completa distruzione della città di Corinto, lo scioglimento della Lega achea e l'annessione della Grecia come protettorato.

## Contesto storico
Al tempo della guerra contro Antioco III,  Sparta, col suo tiranno Nabide, aveva tentato di unirsi al re seleucide nella lotta contro Roma (che l'aveva sconfitta pochi anni prima, sottraendole diversi territori perieci) ma, in seguito a dei torbidi in cui Nabide era rimasto ucciso, la città era stata costretta con la forza ad aderire alla Lega achea, alleata della Repubblica romana.
Il malcontento per la perdita dell'indipendenza si faceva però sentire ed era tornato a galla dopo il 150 a.C., quando lo stratego della Lega Menalcida (spartano) era stato sottoposto a processo, perché accusato di essere stato corrotto dagli Ateniesi qualche tempo prima (Atene aveva avuto una disputa con i Beoti per il possesso di Oropo e la Lega era stata nominata arbitro della questione). Tale processo era stato però vissuto dagli Spartani come un processo a loro stessi e ai propri sentimenti secessionisti, rinfocolando il malcontento.
La questione dell'indipendenza spartana aveva fatto scoppiare una guerra nel Peloponneso, vinta dagli Achei, che avevano saccheggiato il territorio laconico. La situazione era tanto grave che Roma (chiamata in causa da entrambe le parti) aveva deciso di inviare una commissione per risolvere la diatriba nell'estate del 147 a.C., consigliando una tregua fino al suo arrivo. Prima che arrivasse la delegazione, però, la guerra era ripresa, con una nuova sconfitta spartana (Menalcida si era suididato dopo che i suoi concittadini lo avevano accusato di essere responsabile di tale disastro). Il capo della delegazione romana, Lucio Aurelio Oreste, una volta arrivato aveva preso le parti degli Spartani, ordinando alla Lega di rinunciare alla Laconia spartana e anche a Corinto, Orcomeno, Eraclea Trachinia e Argo.
Tale presa di posizione aveva provocato l'indignazione dei Corinzi, che avevano dato la caccia a tutti gli Spartani presenti in città, inseguendoli addirittura nelle tende degli ambasciatori romani. La rabbia della Lega achea esplose tanto che, nella primavera del 146 a.C., fu eletto stratego l'antiromano Critolao, il quale dichiarò guerra a Sparta e a Eraclea e respinse una nuova ambasceria romana, che gli intimava di non provocare Roma. Ottenuto il sostegno anche dei Beoti, dei Focesi e degli Eubei, Critolao si spostò nella Grecia continentale per assediare Eraclea. Ciò spinse il Senato a dichiarare decaduto il trattato d'alleanza con la Lega e a dichiararle guerra, stabilendo l'invio in Grecia del console Lucio Mummio con due legioni.

## Operazioni militari
In attesa dell'arrivo del console,  spettò al propretore Quinto Cecilio Metello Macedonico (che due anni prima aveva sconfitto a Pidna l'usurpatore Filippo VI di Macedonia), presente sul posto, di dirigere la guerra contro la Lega achea. Dopo aver inutilmente tentato di raggiungere un accordo con gli Achei, Metello li attaccò dopo che Critolao aveva tolto l'assedio ad Eraclea e si stava ritirando. La battaglia si svolse presso Scarfea (nella Locride Opunzia), dove gli Achei furono sconfitti e lo stesso Critolao perse la vita (il suo corpo non fu però ritrovato). Metello continuò così la marcia verso sud, debellò i Beoti (il beotarca Pitea, che si era alleato con Critolao, fu giustiziato) e si accampò sull'Istmo di Corinto.
La Lega a questo punto deliberò di continuare a resistere, eleggendo come stratego Dieo di Megalopoli e armando un esercito di dodicimila schiavi a cui fu promessa la libertà.
Il console Lucio Mummio (che riceverà in seguito il cognomen di Achaicus), con 23 000 fanti e 3 500 cavalieri (probabilmente due o tre legioni, di Romani e di alleati Italici) raggiunse l'Istmo, assumendo la direzione della guerra e rimandando Metello in Macedonia. 
Lo stratego acheo Dieo, dopo una prima schermaglia notturna vittoriosa, si decise ad attaccare l'esercito consolare.
La battaglia si svolse presso Leucopetra, una località che le fonti menzionano solo in questa occasione.
La battaglia, nonostante la valida resistenza della falange che tenne impegnate le legioni, terminò con la totale sconfitta achea, dopo che la loro cavalleria fu battuta dalla cavalleria romana e il loro fianco attaccato da una riserva di un migliaio di uomini.

## Conseguenze
Dopo la battaglia, lo stratego Dieo fuggì nella sua città di Megalopoli, dove si suicidò con la sua famiglia. Secondo Pausania, gli Achei e la maggior parte degli abitanti di Corinto fuggirono; le porte della città erano aperte.
Il console Lucio Mummio inizialmente esitò ad entrare a Corinto, temendo un agguato, ma poi, rassicurato, attaccò la città e la diede alle fiamme, facendo un copioso bottino di opere d'arte. Donne, bambini e schiavi liberati che avevano combattuto con gli Achei furono venduti dai Romani i quali vollero mostrare ai Greci una prova di forza e l'inutilità di attaccare il loro potere.
Dopo il sacco di Corinto, una commissione senatoria venne ad assistere il console nella riorganizzazione della regione: la Lega achea fu sciolta, furono abbattute le mura delle città che avevano preso le armi, venne abolito il diritto di commercio (e forse anche di connubio) tra una polis e l'altra, aboliti i governi popolari (sostituiti con regimi oligarchici), imposte multe a vantaggio degli Stati greci alleati di Roma, il territorio corinzio e l'Eubea divennero ager publicus, alcune città furono considerate "libere, esenti da tributo", altre continuarono a beneficiare di un trattato d'alleanza, mentre una parte di territorio fu direttamente sottoposta alla provincia macedone.
Di fatto, comunque, ormai la Grecia (a parte Atene) godeva di una libertà solamente formale, sottoposta allo Stato romano nella persona del governatore di Macedonia. L'ultimo tentativo da parte di alcune poleis di recuperare l'indipendenza si avrà con la prima guerra mitridatica e fallirà miseramente. 
Sebbene siano state trovate dagli archeologi a Corinto tracce di modesti insediamenti negli anni seguenti, fu solo il dittatore Cesare a rifondare la città nel 44 a.C. come colonia, chiamandola Colonia Laus Iulia Corinthiensis, poco prima del suo assassinio.
Nel 27 a.C. Augusto staccherà l'Acaia dalla Macedonia, rendendola una provincia senatoria; nel 67 d.C. Nerone concederà l'indipendenza all'Acaia ma il provvedimento verrà abolito da Vespasiano qualche anno dopo.